# Accidente de Piper Seneca en Filipinas de 2012
El Accidente de Piper Seneca en Filipinas de 2012 fue el accidente sufrido por un avión ligero el 18 de agosto de 2012 en las costas de la isla de Masbate en Filipinas. La Piper PA-34 Seneca transportaba a cuatro personas, incluyendo al Secretario de Interior y Gobierno Local filipino Jesse Robredo. Como resultado del accidente, tres de los cuatro pasajeros murieron, incluyendo a Robredo, que viajaba de Mactán, Cebú a Naga.

## Preliminares
El secretario de Enterior Robredo y su ayudante, el Inspector de Jefe de Policía June Paolo Abrazado, estaban en Cebú asistiendo al Congreso Nacional de Apoyo a la Comunidad Investigadora y el Grupo de Detección e Investigación Criminal. Robredo había adquirido billetes para un vuelo desde el Aeropuerto Internacional de Mactan-Cebú a Manila, pero en su lugar chartearon un avión y así llegar a Naga y estar con su familia.

## Vuelo y accidente
El avión era un Piper PA-34-200 Seneca I, registro RP-C4431. Además de Robredo y Abrazado había dos tripulantes a bordo; el piloto, quien también era el CEO de Aviatour Air (la compañía que operaba el avión); y el copiloto, de nacionalidad nepalí.
Durante el vuelo hacia Naga la tripulación de la Seneca solicitó un aterrizaje de emergencia en el aeropuerto de Masbate, mencionando problemas con el motor. En torno a las 15:30, Abrazado envió un mensaje de texto, informando a quien les tenía que recoger de que regresaban a Cebú debido a problemas con una de las hélices [sic]. También pidió que se les consiguiesen billetes para el vuelo más próximo a Mactan. Sin embargo, a las 16:02, Abrazado envió más mensajes, afirmando que el avión estaba efectuando un aterrizaje de emergencia en el aeropuerto de Masbate.
El avión se estrelló entonces en el mar frente a las costas de la isla de Masbate a unos 300 metros del aeropuerto de la isla. De las cuatro personas que viajaban a bordo, el único superviviente, el ayudante de Robredo, dijo que el avión quedó destrozado según chocó contra el agua.

## Consecuencias

### Búsqueda y recuperación
Más de doscientos rescatadores colaboraron con los buceadores y helicópteros militares de Filipinas en la búsqueda de los pasajeros tras el accidente. También se unieron buceadores profesionales coreanos y un buceador alemán. Además, la Armada de los Estados Unidos envió el USS Safeguard, un barco de rescate y salvamento que estaba recibiendo labores de mantenimiento en un dique seco de la Bahía Subic, para ayudar.
Abrazado fue entonces encontrado a 500 metros de la costa, junto con los restos. La primera parte del avión encontrada fue la punta del ala derecha. Un manifiesto de vuelo con el nombre de Jesse Robredo fue también encontrado al día siguiente cerca del lugar del accidente. El 20 de agosto los restos del avión fueron recuperados.
El Presidente Benigno Aquino llegó a Masbate al día siguiente del accidente para recibir informes actualizados de la situación en persona. Estaba acompañado por el Secretario de Transporte Mar Roxas, quien dijo que se había mandado el envío de un sonar para ayudar en la búsqueda y que "queremos hacer todo lo que podamos para salvarle [Robredo]." Aquino también dijo que Abrazado estaba consciente y sólo tenía algunas heridas.
El 21 de agosto, Roxas anunció que los submarinistas habían encontrado el fuselaje invertido y que el cuerpo de Robredo fue llevado a la costa por los Guardacostas de Filipinas. Los restos estaban a unos 800 metros de la línea de costa de Masbate a una profundidad de 54 metros. El 22 de agosto, los buceadores recuperaron un segundo cuerpo, identificado posteriormente como el del piloto, tras llevar los restos hasta una profundidad de 21 metros. El cuerpo del copiloto fue descubierto flotando cerca del lugar del accidente y recuperado por la tripulación de un ferry de pasajeros al día siguiente.

### Reacciones
El gobierno se concentró en una capilla para solicitar una vigilia de rezos en Manila. La compañía propietaria del avión suspendió sus operaciones sin esperar a una orden oficial. Tras la recuperación de los restos de Robredo, el presidente Aquino declaró un día nacional de luto y anunció que se llevaría a cabo un funeral de estado, mientras la banderas ondearían a media asta. Paquito Ochoa, Jr. fue nombrado como cargo interino a sustituir las funciones de Robredo.